# Mergosono (Kedungkandang)
Mergosono is een bestuurslaag in het regentschap Malang van de provincie Oost-Java, Indonesië. Mergosono telt 17.445 inwoners (volkstelling 2010).